# Europejskie referendum konstytucyjne w Luksemburgu
Europejskie referendum konstytucyjne w Luksemburgu odbyło się 10 lipca 2005 roku. Dotyczyło one przyjęcia Traktatu ustanawiającego Konstytucję dla Europy. Do głosowania uprawnionych było 220 717 osób. Lokale wyborcze były otwarte od godziny 10.00 do 14.00 (czasu luksemburskiego).
Luksemburg był 13. krajem Unii Europejskiej, który zaaprobował Konstytucję dla Europy. Było to drugie referendum, w którym pozytywnie opowiedziano się za tym traktatem (po hiszpańskim referendum).
Referendum w Luksemburgu odbyło się po raz pierwszy od 1937 roku, kiedy to było głosowanie nad delegalizacją Luksemburskiej Partii Komunistycznej. Obecne referendum miało charakter konsultatywny, jednak parlament stwierdził, że opowie się za decyzją narodu. W przypadku odrzucenia konstytucji, premier Luksemburga Jean-Claude Juncker, jak wcześniej zapowiedział, podałby się do dymisji

## Głosowanie
Pytanie na karcie wyborczej napisane było w trzech językach: (francuskim, luksemburskim oraz niemieckim)
Êtes-vous en faveur du Traité établissant une Constitution pour l’Europe, signé à Rome, le 29 octobre 2004?
Sidd Dir fir den Traité iwwert eng Konstitutioun fir Europa, ënnerschriwwen zu Roum, den 29. Oktober 2004?
Sind Sie für den Vertrag über eine Verfassung für Europa, unterzeichnet in Rom, am 29. Oktober 2004?
| Rezultat   |        |
| Tak        | 56,52% |
| Nie        | 43,48% |
| Frekwencja | 88%    |